# Separacja ochronna wzmocniona
Separacja ochronna wzmocniona – środek ochrony przeciwporażeniowej wzmocnionej. 
Separacja ochronna wzmocniona między obwodami elektrycznymi powinna być osiągnięta przez zastosowanie:
- Izolacji podstawowej i izolacji dodatkowej (izolacja podwójna) odpowiedniej do najwyższego napięcia występującego na którymś z separowanych obwodów.
- Izolacji wzmocnionej przystosowanej do najwyższego napięcia występującego na separowanych obwodach.
- Ekranowanie ochronne. Ekran ochronny powinien mieć izolację podstawową przewidzianą na napięcie występujące w sąsiednim obwodzie.
- Kombinacja wcześniej wymienionych środków. Jeżeli jakiś element jest podłączony między separowanymi obwodami to powinien spełniać wymagania stawiane urządzeniom ochronnym impedancyjne.